# Александр IV Злой
Александр IV Злой (молд. Александру IV (Рэу); умер 1597) — правитель Мунтении с августа 1592 по сентябрь 1593 годов. Господарь Молдавского княжества в июне 1592 года.

## История
Сын Богдана Лэпушняну, внук Александра Лэпушняну.
Александр Злой был господарём Молдавского княжества в июне 1592, но его правление не было успешным, и власть в Молдове захватил авантюрист Пётр Казак.
Александр Злой также иногда упоминается как Александр III (Alexandru al III-lea).
Умер в июне 1597 года.